# Paralitytan
Paralitytan (Paralititan stromeri) – dinozaur z rodziny tytanozaurów (Titanosauridae).
Żył na przełomie wczesnej i późnej kredy (ok. 100–90 mln lat temu) na terenach Afryki. Długość ciała do 32 m, wysokość ok. 9 m, masa ok. 80 t. Jego szczątki znaleziono w Egipcie. Został opisany przez J.B Smitha i jego współpracowników w roku 2001
Był największym dinozaurem Afryki. Znaleziono jedynie fragmenty jego szkieletu.